# Gymnastes fulvogenualis
Gymnastes fulvogenualis är en tvåvingeart som beskrevs av Alexander 1937. Gymnastes fulvogenualis ingår i släktet Gymnastes och familjen småharkrankar. Inga underarter finns listade i Catalogue of Life.